# دختر مهمانی (فیلم ۱۹۹۵)
دختر مهمانی (به انگلیسی: Party Girl) فیلمی ۹۴ دقیقه‌ای به کارگردانی دیزی وان شرلر مایر با بازی پارکر پوزی است.